# Pseudaulacaspis dendrobii
Pseudaulacaspis dendrobii är en insektsart som först beskrevs av Kuwana in Kuwana och Muramatsu 1931.  Pseudaulacaspis dendrobii ingår i släktet Pseudaulacaspis och familjen pansarsköldlöss. Inga underarter finns listade i Catalogue of Life.